# Lockheed Martin X-35
Lockheed Martin X-35 vznikl díky vyhlášení programu na nový víceúčelový bojový letoun s vlastnostmi stealth Joint Strike Fighter (JSF), který by uspokojil potřeby USAF, US Navy, USMC. Zájem o nový víceúčelový letoun projevovala také RAF a Royal Navy. Kromě letounu s klasickým vzletem (CTOL) vznikl přestavbou demonstrátor, který byl určen pro předvedení schopností krátkého vzletu a svislého přistání (STOVL) a také byl vyroben demonstrátor, který byl určen pro potřeby námořního letectva.
Společnost Lockheed Martin, která letoun navrhla vycházela z projektu F-22. Konkurentem v programu JSF byl pro Lockheed Martin letoun X-32 od společnosti Boeing. Vítězem se stal letoun X-35, který pokročil do sériové výroby jako F-35 Lightning II.

## Vývoj

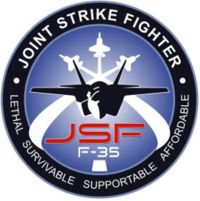
Logo programu JSF

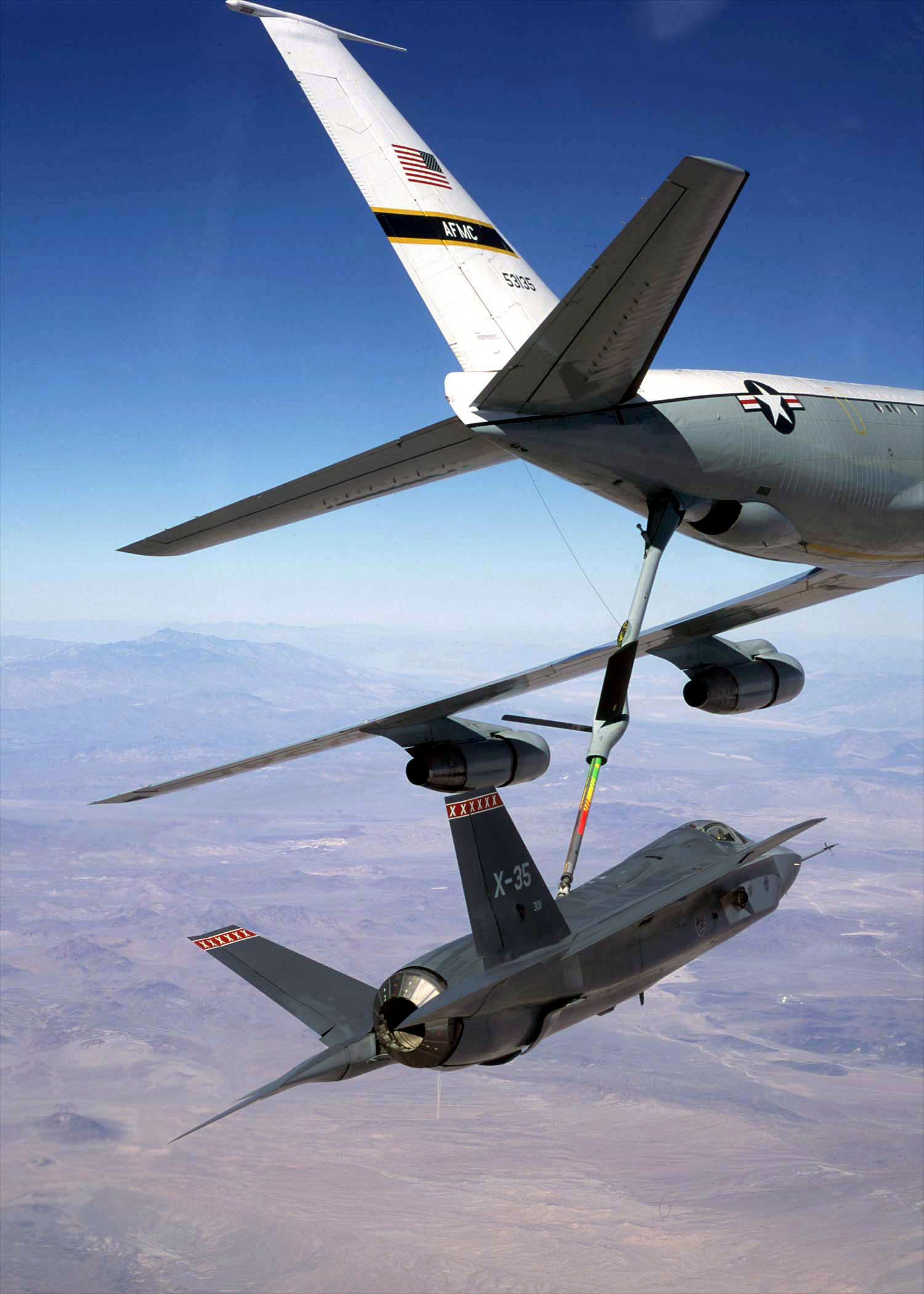
X-35A doplňuje palivo z letounu Boeing KC-135 Stratotanker

DARPA spustila v roce 1993 program Common Affordable Lightweight Fighter (CALF), který navázal na projekt ASTOVL, což byl projekt pokročilého letounu se schopností krátkého vzletu a vertikálního přistání STOVL na němž DARPA spolupracovala s britským ministerstvem obrany v průběhu 80. let 20. století. Program CALF byl cílen na nalezení STOVL letounu pro americkou námořní pěchotu a letounu s konvenčním vzletem pro americké letectvo.
Přibližně ve stejné době se rozběhl program Joint Advanced Strike Technology (JAST), který se později spolu s programem CALF sloučil do jednoho programu Joint Strike Fighter, jehož cílem mělo být vyvinutí letounu se schopnostmi stealth, který by nahradil lehké stíhací a útočné letouny, včetně letounů F-16 Fighting Falcon, F/A-18 Hornet i letouny se schopností krátkého vzletu a vertikálního přistání STOVL AV-8B Harrier II.
V listopadu roku 1996 byl společnostem Lockheed Martin a Boeing přidělen kontrakt na stavby demonstrátorů, které měly prověřit koncepci. Lockheed Martin získal pro letoun označení X-35. Na rozdíl od předchozích projektů byl v programu JSF jiný způsob financování. Společnosti Lockheed Martin i Boeing získaly každá po 750 miliónech USD na vývoj a výrobu dvou demonstrátorů a na jeho vývoj bylo zakázáno využít vlastní financování firmy. Cílem tohoto opatření mělo být snížení nákladů na výrobu a zabránit případnému bankrotu těchto společností při jejich snaze o výhru v soutěži.
X-35 byl navržen skupinou Skunk Works. Jeho varianta X-35A uskutečnila svůj první let 24. října 2000.
Po zkoušení letového programu X-35A byl letoun přestavěn na variantu X-35B, která byla určena pro testování koncepce letounu se schopností krátkého vzletu a svislého přistání. X-35B byl podle tvrzení společnosti Lockheed Martin prvním letounem, který zvládl dosáhnout krátkého vzletu, vodorovného nadzvukového letu, který zakončil vertikálním přistáním během jednoho letu. Program letových zkoušek X-35B trval od 23. června 2001 do 6. srpna 2001.
Verze X-35C absolvovala svůj první let 16. prosince 2000 a poslední let 10. března 2001.
Vítězem programu JSF se nakonec stal 26. října 2001 letoun X-35, z něhož vzešel víceúčelový stíhací letoun F-35.
Za řešení pohonné jednotky Pratt & Whitney JSF119-PW-611 určené pro variantu X-35B, která kombinuje dmychadlo poháněné hřídelí od dvouproudového motoru, který je vybaven vektorovatelným vyústěním a systémem ventilů, které vedou do křídel a podílejí se na stabilitě řízení letounu v nízkých rychlostech byla udělena cena Collier Trophy za rok 2001.

### F-35 Lightning II
Po vyhlášení vítěze JSF, překročil program do fáze SDD během níž se plánovala výroba 22 testovacích letounů (14 pro letové zkoušky, 8 pro pozemní testy) do roku 2008. První sériový letoun určený k testování byl vyroben již v únoru 2006.
Produkční verze letounu F-35 dostala 7. července 2006 oficiální pojmenování F-35 Lightning II.

## Muzejní exponáty
- X-35B – Umístěn v Národním leteckém a kosmickém muzeu Steven F. Udvar-Hazy Center ve Virginii. Spolu s pohonnou jednotkou Pratt & Whitney 119-PW-611[15]
- X-35C – Nachází se ve venkovní expozici leteckého námořního muzea v Patuxent River.[16]

## Varianty

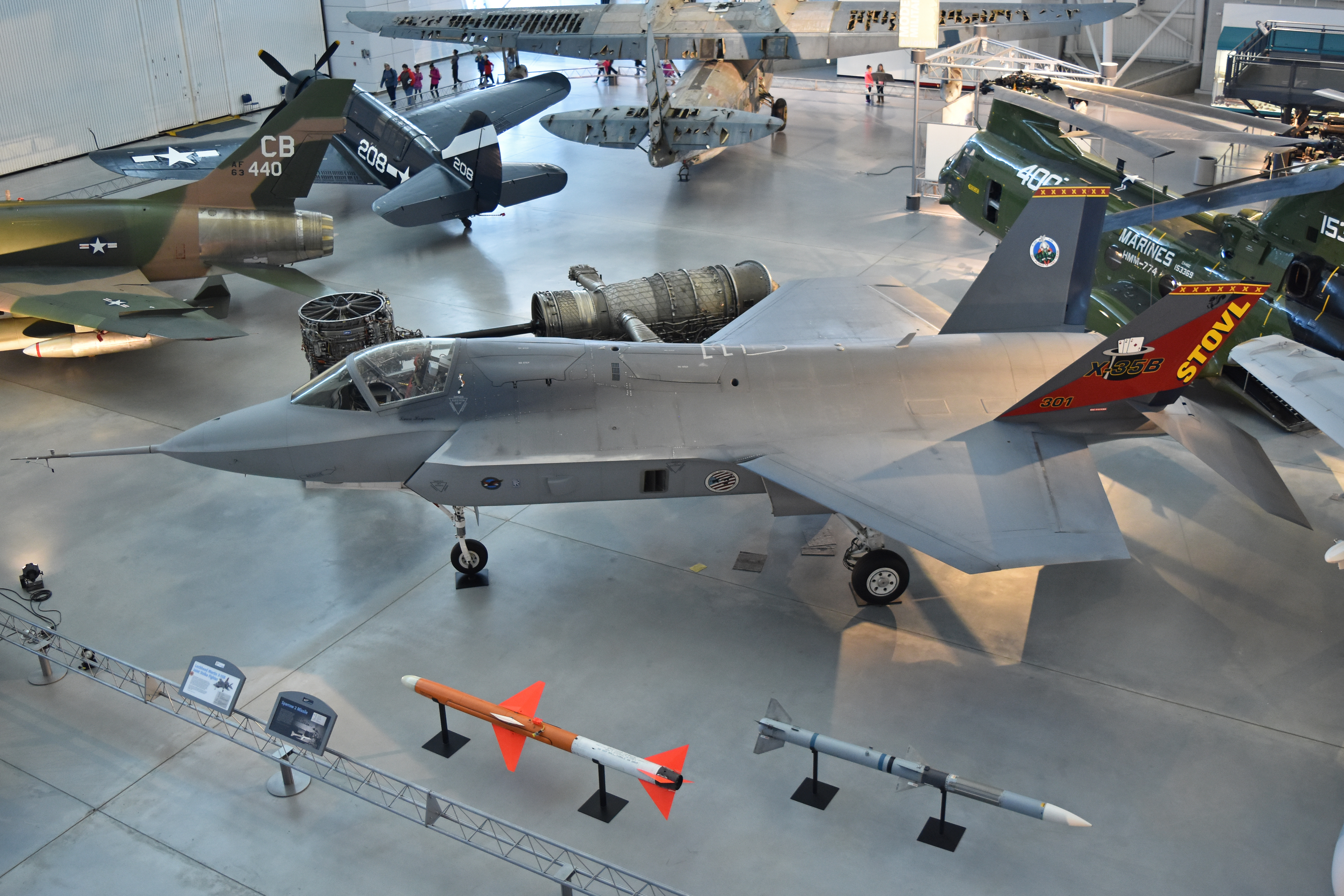
Lockheed Martin X-35B STOVL ‘301’ ve Steven F. Udvar-Hazy Center

- X-35A – CTOL varianta letadla. Letoun této varianty absolvoval 27 zkušebních letů.[1]
- X-35B – STOVL varianta letounu. Vznikl přestavbou verze X-35A. Letoun byl vybaven dmychadlem, umístěným za kokpitem, a vektorováním tahu motoru. Dmychadlo bylo poháněno pomocí hřídele, kterou roztáčel proudový motor. Verze X-35B uskutečnila 39 zkušebních letů.[1]
- X-35C – Verze určená pro námořnictvo s větším křídlem a řídícími plochami a zesílenou vnitřní konstrukcí a schopností nést více paliva.[1] Tato varianta absolvovala 73 zkušebních letů.[1][16]

## Specifikace (X-35A)

### Technické údaje
- Posádka: 1 pilot
- Rozpětí: 10 m
- Délka: 15,4 m
- Výška: 4,1 m
- Nosná plocha: 42 m²
- Prázdná hmotnost: 12 020 kg
- Max. vzletová hmotnost : 22 680 kg
- Pohonná jednotka: 1x dvouproudový motor JSF119-PW-611 s tahem 110 kN, s přídavným spalováním až 180 kN

### Výkony
- Maximální rychlost: Mach 1,5
- Dolet: 2 200 km
- Dostup: 15 000 m